# Uccidimi, tesoro!
Uccidimi, tesoro! (Zabij mnie, kochanie) è un film del 2024 diretto da Filip Zylber.

## Trama
Due coniugi, dopo una vincita cospicua alla lotteria, escogitano dei piani per uccidersi a vicenda per potersi appropriare del denaro.

## Distribuzione
Il film è stato distribuito sulla piattaforma Netflix il 13 febbraio 2024.